# Draconarius tongi
Draconarius tongi là một loài nhện trong họ Amaurobiidae.
Loài này thuộc chi Draconarius. Draconarius tongi được Yajun Xu & S. Q. Li miêu tả năm 2007.